# Der Reigen (Gedicht)

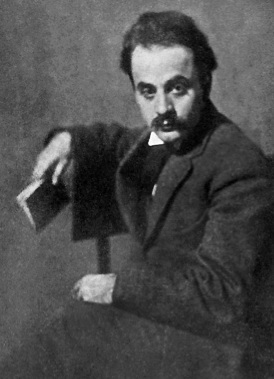
Khalil Gibran, um 1913

Der Reigen (arabisch المواكب al-Mawākib) ist ein 1919 erschienenes Gedicht des libanesisch-amerikanischen Schriftstellers Khalil Gibran. Es ist die längste und bedeutendste seiner wenigen Versdichtungen und zugleich eines der letzten Werke, die er in arabischer Sprache publizierte.

## Aufbau der Dichtung und Hintergrund
Der Reigen besteht aus insgesamt 203 Zeilen und 18 zweigliedrigen Gesängen. Er ist inhaltlich ein Dialog zwischen der oft ins Zynische und Nihilistische abgleitenden Klage über die sich in der Gesellschaft offenbarenden menschlichen Schwächen auf der einen und der sinnlichen Antwort einer im mystischen Denken stehenden Stimme der Natur auf der anderen Seite. Aufgrund des repetitiven, geradezu monotonen Charakters der Rede der naturverbundenen Stimme erhält sie formell eine refrainartige Funktion. Thematisch nimmt das Gedicht viele Gedanken vorweg, die Gibran vier Jahre später in seinem Hauptwerk Der Prophet näher ausführen sollte. Es ist bereits einer reiferen Phase seines Denkens zuzurechnen.

## Textbeispiel

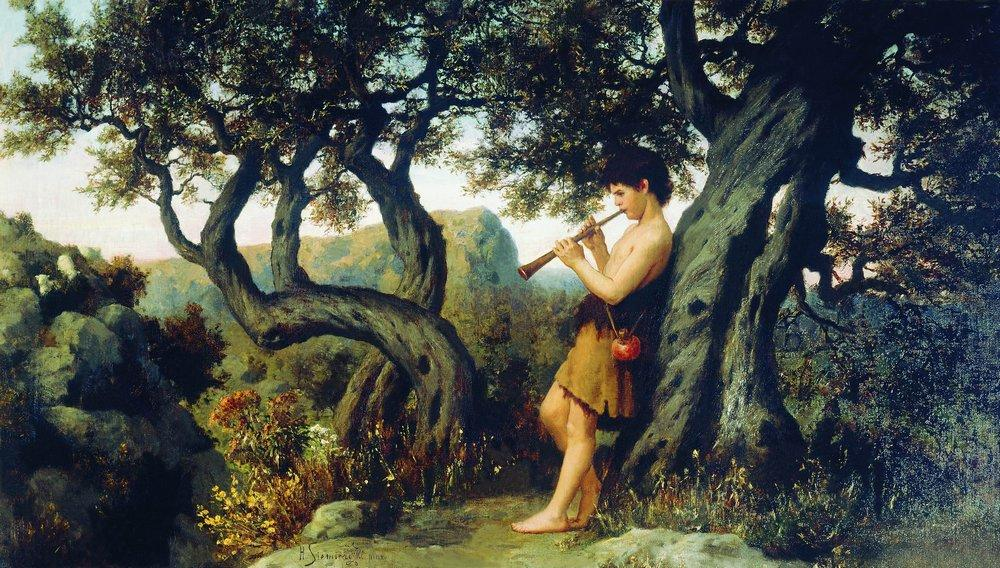
Henryk Siemiradzki, Hirtenjunge, auf einer Flöte spielend, 19. Jahrhundert

| الخير في الناس مصنوعٌ إذا جُبروا والشرُّ في الناس لا يفنى وإِن قبروا وأكثر الناس آلاتٌ تحركها أصابع الدهر يوماً ثم تنكسرُ فلا تقولنَّ هذا عالم علمٌ ولا تقولنَّ ذاك السيد الوَقُرُ فأفضل الناس قطعانٌ يسير بها صوت الرعاة ومن لم يمشِ يندثر ليس في الغابات راعٍ / لا ولا فيها القطيعْ فالشتا يمشي ولكن / لا يُجاريهِ الربيعْ خُلقَ الناس عبيداً / للذي يأْبى الخضوعْ فإذا ما هبَّ يوماً / سائراً سار الجميعْ أعطني النايَ وغنِّ / فالغنا يرعى العقولْ وأنينُ الناي أبقى / من مجيدٍ و ذليلْ | Der Mensch tut Gutes nur, wenn er dazu bestimmt ist; seine schlechten Taten enden nicht mit seinem Tod. Die Menschen sind Werkzeuge; das Schicksal bedient sich ihrer einen Tag; dann sind sie nutzlos. Nennt diesen nicht gelehrt und jenen nicht ehrenwert! Die trefflichsten Menschen ziehen mit der Herde, die ein Hirte anführt. Und wer nicht zur Herde gehört, gerät in Vergessenheit. Im Wald gibt es weder Hirten / noch Herden, der Winter nimmt seinen Lauf, / ohne dass ihn der Frühling begleitet. Die Menschen wurden geboren als Sklaven dessen, / der Unterwerfung verwirft. Wenn dieser eines Tages aufbricht, / werden ihm alle folgen. Gib mir die Flöte und singe, / der Gesang ist die Weide der Geister, und die Seufzer der Flöte überdauern / Edle und Sklaven. |

## Analyse und Deutung

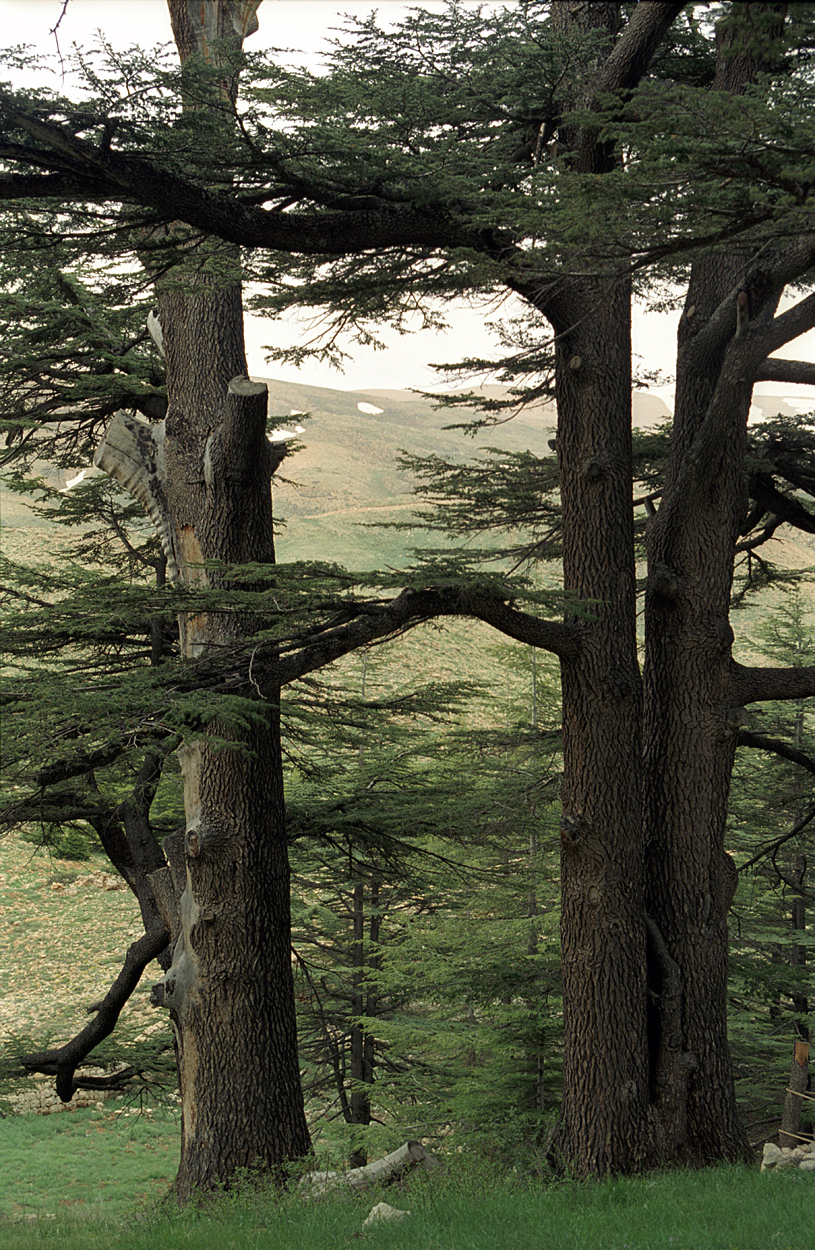
Die „Zedern des Herrn“ nahe Bischarri im Libanon. In diesen Wald zog sich Khalil Gibran in seiner frühen Kindheit selbst oft zurück, um Flöte zu spielen.

Das symbolistische und transzendentalistische Gedicht ist stark von den Schriften Ralph Waldo Emersons beeinflusst, durch den sich Gibran unter anderem mit neuplatonistischen und buddhistischen Ideen vertraut machte, aber auch von denen Henry David Thoreaus, insbesondere von dessen Buch Walden. Dies zeigt sich bereits in der ersten Strophe, deren Konzept von Menschen als „Maschinen“ und „Herdentieren“ nahezu wortgenau den Essays von Emerson entstammen könnte. „Schicksal“ – bei Gibran dahr, die schon in der altarabischen Dichtung vielzitierte zerstörerische Zeit – meint hier die dem Menschen von der Gesellschaft auferlegten und von ihm nur allzu bereitwillig akzeptierten Zwänge, durch die er zum Diener und Sklaven wird.
Gibran bedient sich jedoch im Unterschied zu diesen Vorbildern einer ausgesprochen suggestiven und fragmentarisch, jedoch auch gewollt erhabenen und klassizistischen Sprache. So bleibt auch unklar, ob die beiden Stimmen des Gedichtes ein und derselben Figur gehören, einem gottgleichen Narren (Madman) ähnlich dem Protagonisten der ein Jahr zuvor erschienenen ersten englischsprachigen Schrift Gibrans, oder ob sie zwei verschiedenen Männern gar unterschiedlichen Alters zuzuordnen sind, einem erfahrenen Weisen und einem unschuldigen Jüngling.

## Rezeption
Das Gedicht ist insbesondere auch durch seine Vertonung in Form des Liedes Gib mir die Flöte (أعطني الناي) sehr bekannt geworden. Die Musik stammt von Nadschīb Hankasch (1904–1979), der es mithilfe von Gabriel Migliori in den dreißiger Jahren zunächst ohne größeren Erfolg in Brasilien veröffentlichte. Nachdem er 1947 in den Libanon zurückgekehrt war, stellte er das Lied der Sängerin Fairuz vor, die es 1964 in einer von den Rahbani-Brüdern bearbeiteten Fassung interpretierte und es so im gesamten arabischen Sprachraum bekannt machte. Es enthält Auszüge vor allem aus dem Epilog des Gedichtes.